# سگون توریولا
سگون توریولا (انگلیسی: Segun Toriola؛ زادهٔ ۱۹۷۴) بازیکن تنیس روی میز اهل نیجریه بود. 
او در مسابقات کشوری و بین‌المللی در مجموع برنده ۲۳ مدال طلا، ۷ مدال نقره، ۵ مدال برنز شده‌است.